# Vežica
Vežica (italienska: Vesizza) är en stadsdel och område i Rijeka i Kroatien. I administrativ bemärkelse är stadsdelen uppdelad i lokalnämndsområdena Gornja Vežica (Övre Vežica) och Podvežica, i folkmun även kallat Donja Vežica (Nedre Vežica). Stadsdelen är belägen i sydöstra Rijeka och upptar en yta på 169,95 hektar. I de två lokalnämndsområdena som tillsammans utgör stadsdelen bor 12 893 personer (2011). Ursprunget till toponymen "Vežica" är okänt.